# Malibu, California

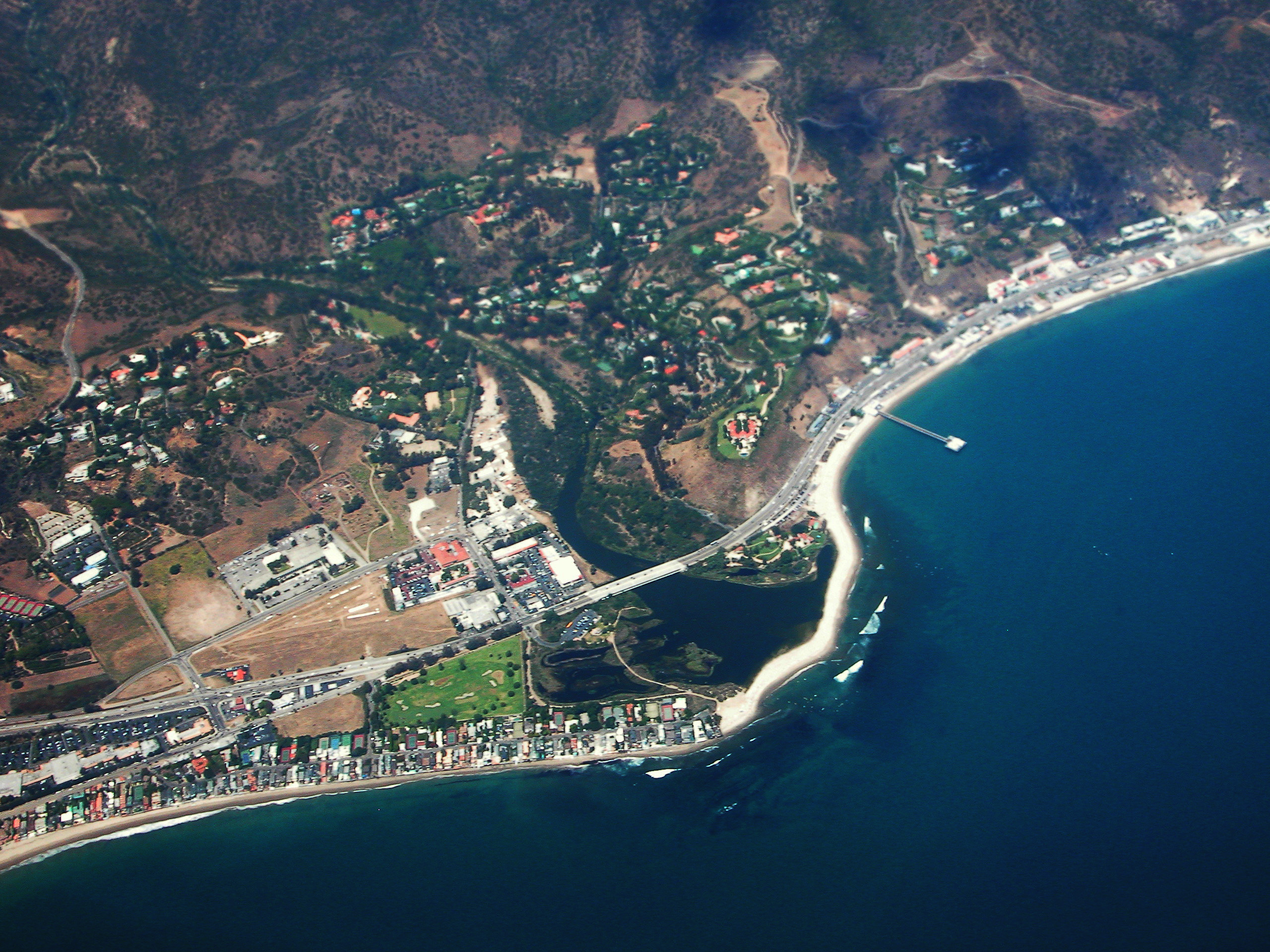
Vedere aerianǎ a orașului Malibu

Harta orașului Malibu

Malibu este un orășel de plajă în regiunea Munților Santa Monica, localizat în partea de vest a statului California, Statele Unite ale Americii. Este situat la aproximativ 48 mile vest de centrul orașului Los Angeles, cunoscut pentru climatul său mediteraneean și fâșia de 34 km din coasta Malibu, încorporată în 1991 în orașul Malibu.
În cadrul unei evidențe a populației din 2000, acest oraș avea aproximativ 12,575 de locuitori.

## Geografie
Malibu este situat la 34 ° 1'50 "N 118 ° 46'43 " W ( 34.030450 , -118.778612 ) . [ 26 ] construcție sa Primăria este situat la 23,825 Stuart Ranch Road ( 34 ° 02'21 "N 118 ° 41 '35 " W ) . Capătul estic al orașului se învecinează cu Topanga CDP, care o desparte de orașul Los Angeles .
În conformitate cu Statele Unite ale Americii Census Bureau, orașul are o suprafața totală de 19,8 kilometri pătrați (51 km2 ), peste 99 % din ea teren.
Perie și lut uscat pante abrupte Malibu face predispuse la incendii , inundații , alunecări de teren și . Practicile de clasificare sărace și peste - irigare sau scurgeri de țevi exacerba tendința de alunecări de teren . [ Necesită citare ]
Plaja de carbon, Paradise Cove, Escondido Beach, Surfrider Beach, Broad Beach, Cove Pirate lui, Westward Beach, Zuma Beach, și Trancas sunt locuri de-a lungul coastei din Malibu. Punct Dume formează capătul de nord al Santa Monica Bay și punctul Dume Headlands Park oferă o vastă întindere la Palos Verdes Peninsula și Santa Catalina Island. Direct sub parc, pe partea de vest a punctului, este Pirates Cove, numit de rom - alergători în timpul Interzicerea care a plăcut plaja retrasă de descărcare de marfă lor . [ Necesită citare ] Datorită izolării sale relative , Cove Pirate a fost utilizat anterior ca o plajă nud , dar din moment ce nuditatea este acum ilegal pe toate plajele din Los Angeles County , baie și nud sunt supuse unor amenzi și / sau arestare . Pe partea de est a punctului este " Micul Dume " , un loc de surf , care este accesibil doar de un traseu nemarcat de mai jos Wildlife unitate care are o poartă încuiată . [ Necesită citare] Surfers de multe ori cu zbaturi de la Paradise Cove în zonă atunci când valurile sunt de rupere .
La fel ca toate plajele din California, plajele Malibu sunt terenuri publice din punct de vedere tehnic sub media liniei mării. Multe plaje publice mari (Zuma Beach, Surfrider Beach) sunt ușor accesibile, dar un astfel de acces este uneori limitat pentru unele dintre plajele. Unele plaje Malibu sunt private, cum ar fi Paradise Cove, care percepe o taxă de intrare pentru a menține mulțimile la distanță. [ 27 ] Accesul la plajele Malibu poate fi obținut printr-o mică plimbare, problema accesului extins al publicului  este abordată în mod continuu și dezbătută de către oraș.